# Tumulus von Evessen

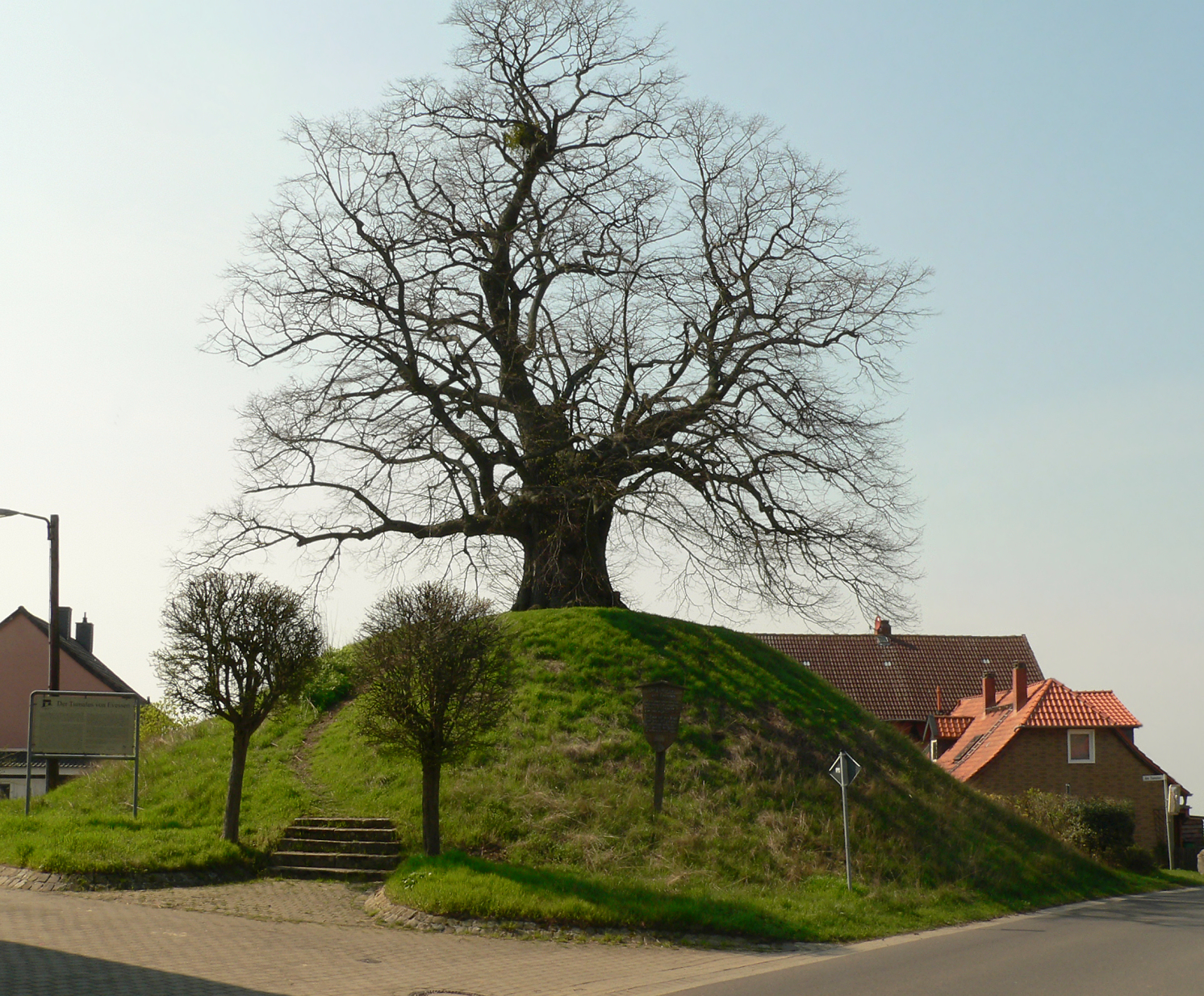
Der Tumulus (lat.) mit Linde – auch Grabhügel in Evessen

Der Tumulus von Evessen ist ein großer Grabhügel in Evessen in Niedersachsen, der bislang nicht archäologisch untersucht wurde. Seit März 1945 steht er als Naturdenkmal unter Schutz.

## Beschreibung

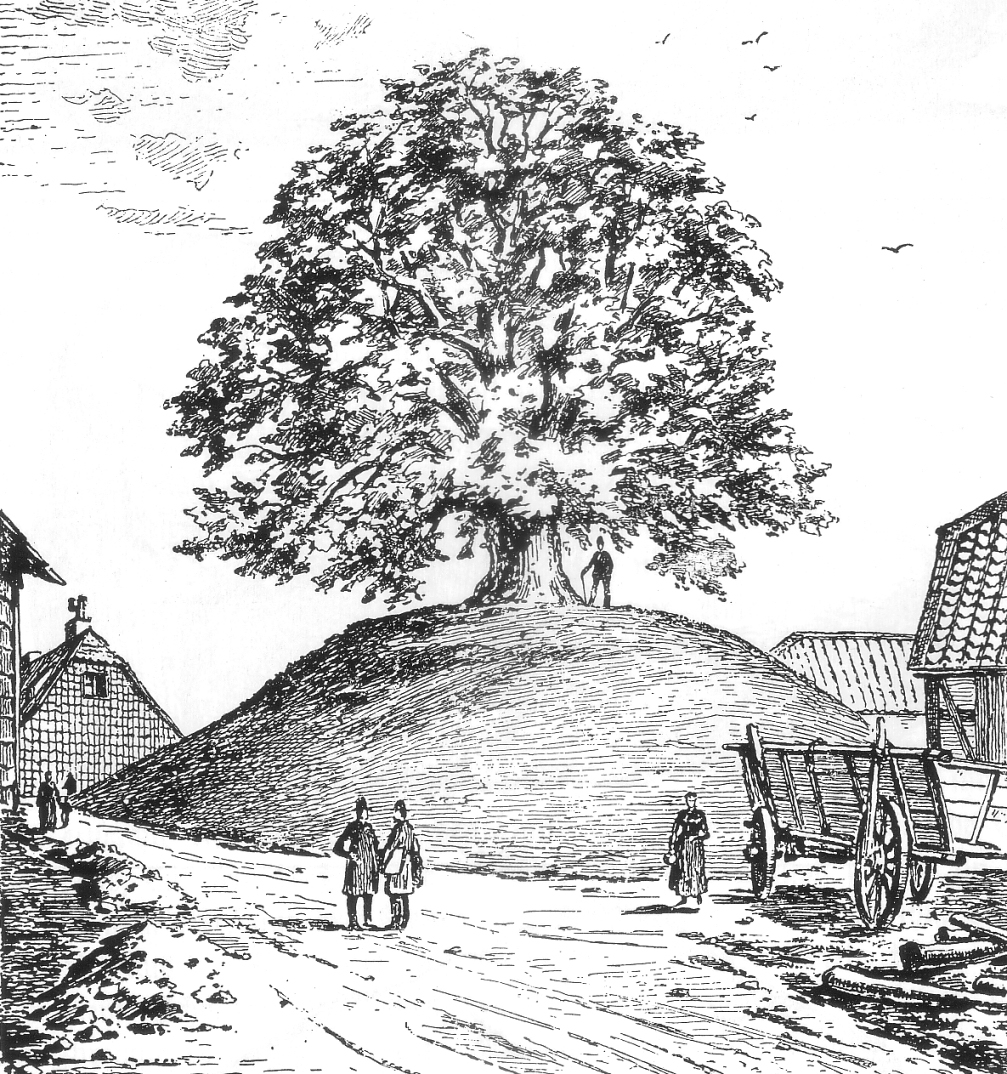
Darstellung des Tumulus von Evessen mit Personen als Größenvergleich, 1901

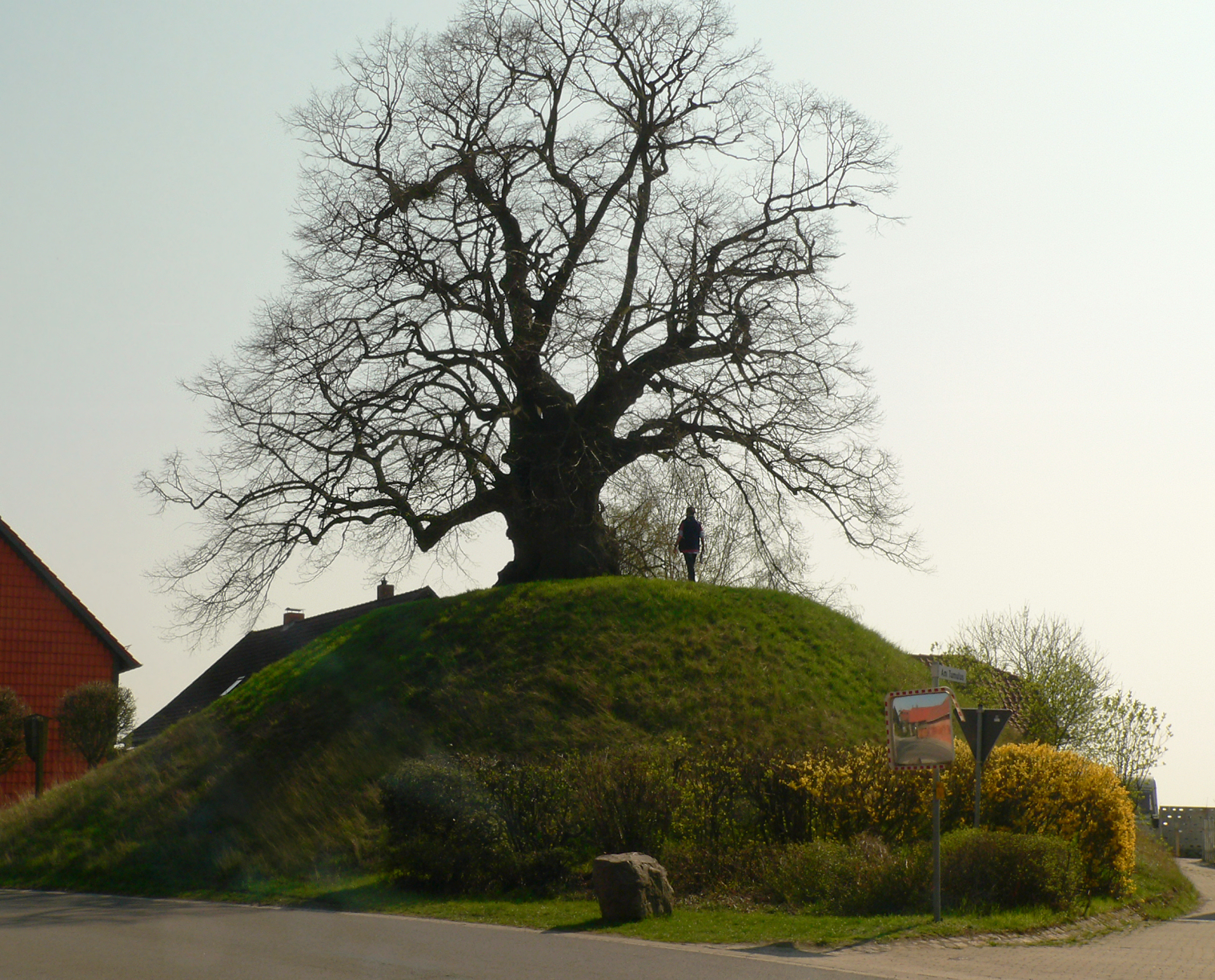
Größenvergleich heute

Der Grabhügel hat einen Durchmesser von 34 Meter und eine Höhe von 6 Meter. Er gehört zu einer Gruppe von Grabhügeln zwischen Elm und Asse, die als Fürstengräber gelten. Dazu zählen der Galgenberg nördlich von Klein Vahlberg, der Meescheberg südlich von Klein Vahlberg, der teilzerstörte Muspott bei Eilum sowie zwei weitere im 18. Jahrhundert ausgegrabene und beseitigte Hügel bei Evessen. Dabei handelte es sich um das Kleine Hoch und das Thies-Hoch. Bei der Grabung im Kleinen Hoch wurde 1745 eine Urne, vermutlich eine Nachbestattung, gefunden.

## Erste Untersuchungen
Bereits 1745 erkannte Pastor Johann Friedrich Faicke, dass es sich bei dem Hügel in Evessen um ein vorgeschichtliches Grab handeln müsse. In den Braunschweigischen Anzeigen vom 16. Januar 1745 erschien ein Aufsatz, wonach der Evesser Tumulus für ein Fürstengrab gehalten wurde, das aus der frühen Bronzezeit (1800 bis 1600 v. Chr.) oder aus der Jungsteinzeit (4000 bis 2000 v. Chr.) stamme. Möglicherweise ist er, wie auch andere Grabhügel, über längere Zeiträume immer wieder als Grabstätte aufgesucht worden, so dass seine heutige Gestalt das Ergebnis langandauernder Prozesse ist.
Ein Augenzeuge schildert die Ausgrabung eines der weiteren zwei Hochs im November 1744:
„Ich habe schon seit einigen Jahren vermutet, dass diese Hügel sehr alte Begräbnisse der Heyden seyn müssten, den Beweis aber erst am verwichenen 14. November gefunden, indem ein an dem Kleinen Hoch roten Sand suchender Bauer zwey....gegeneinander gerichtete Steine erblickte, welche er für ein Zeichen eines darunter verborgenen Schatzes gehalten, mithin die eigentliche Beschaffenheit der Sache durch tieferes Nachgraben gesucht zu erforschen. ... Als sie nun auch einen spitzigen und über zwey Ellen langen recht auf die Spitze des Gewölbes perpendikulariter in die Höhe gerichteten Stein antrafen, war es mit ihrem Gemüthe bereits gemacht, dass sie den Topf mit dem Geld bald würden finden, als sich zumal auch verschiedene große Kröten von besonders grünbunter Farbe hervorgaben, welche der gemeine Aberglauben zu Bewahrern unterirdischer Schätze pflegt anzugeben, aber ich wurde in meinem Gedanken gar bald begestigt, als ich unter dem losgebrochenen Gewölbe Asche und Kohlen erblickte, doch nicht mehr bedauerte, als dass die Urne, deren Hals enge der Bauch aber rund unten kugelförmig zugegangen seyn muss, als ich aus de Stücken zu schließen, zerbrochen, in deren Scherben ich nebst der Asche verbrannte Knochen und einen Backenzahn eines Menschen gefunden, welche ich mit Fleiß zusammenlas und mit nach Hause nahm....“

## Lindenbaum

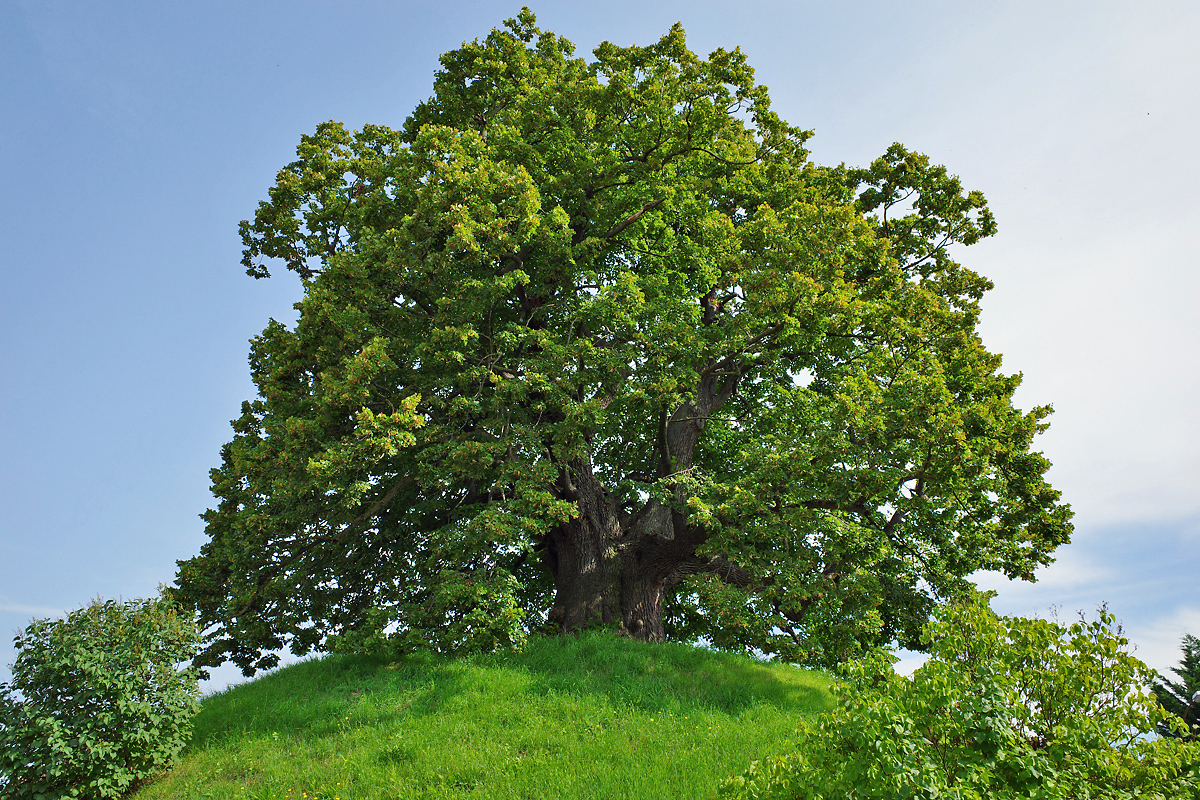
Blick von Südwesten auf die Linde in voller Sommerbelaubung (2023)

Auf der Kuppe des Hügels am westlichen Ortsrand von Evessen steht eine Linde, deren Alter auf bis zu 800 Jahre geschätzt wird. Der Baum wurde 1944 zum Naturdenkmal erklärt. Seine Rinde hat viele Mensuren. Der ausgehöhlte und zum Teil morsch gewordene Stamm wurde von Baumchirurgen imprägniert, das Innere der Linde dabei aber nicht etwa mit Zement ausgegossen, sondern hohl gelassen, um die Adventivwurzeln nicht zu schädigen, die der Baumriese in zähem Selbsterhaltungstrieb von oben her durch den hohlen Stamm getrieben hat. Die Krone wurde durch mehrere Anker gesichert, die kleineren Öffnungen durch Plomben verschlossen, größere durch Maschendraht geschützt. Das war nötig, um den Zugang in das Innere der Linde zu versperren.
Im Oktober 2022 wurde die markante Sommerlinde zum Nationalerbe-Baum ausgerufen.

## Gerichtsort
Unter der Linde auf dem Grabhügel sprach das Vogteigericht Recht. In Rechnungen des Braunschweiger Domstiftes werden schon 1347 die Evesser Gerichtsverhandlungen erwähnt. Aufgehoben wurde das Gericht erst 1808. In Venturinis Buch über das Herzogtum Braunschweig heißt es 1826: "Der Baum, worunter das Vogteigericht gehalten wurde, ist noch zu sehen". Verhandelt wurden Fragen des Nachbar- und Familienrechts, darunter Holzdiebstähle, sowie Streitigkeiten und Handgreiflichkeiten unter den Dorfbewohnern. Auch wurden Verkäufe in althergebrachten Formen als rechtens anerkannt. Der Verkäufer legte symbolisch die Hand an den Hut des Richters, der Käufer fasste ebenfalls den Hut, um Besitz zu ergreifen. Nicht zur Verhandlung erschienene Parteien mussten zehn Groschen Strafe zahlen, dies gehört dem Gericht zu vertrinken.

## Sagen
Sagen und Legenden ranken sich um das Entstehen des Wahrzeichens des Ortes, das Hügelgrab (lat. Tumulus), das auch als dat Hoch bezeichnet wird. Der Sage nach sei ein Riese vom Elm dahergekommen, mit dicken Kluten an den Stiefeln. Er riss einen Baum aus, um die Sohlen von den Kluten zu säubern. Den Lindenbaum steckte er in einen der Erdklumpen. Das ist nun der Hügel mit der dicken Linde obenauf.